# Николай Амосов
Вижте пояснителната страница за други личности с името Амосов.
Академик Николай Михайлович Амосов е съветски и украински кардиохирург, кибернетик и писател от руски произход.
От 1969 г. е член на Украинската академия на науките. Автор е на новаторски методи в кардиологията, автор на дискусионни работи по геронтология, проблеми на изкуствения интелект и рационално планиране на обществения живот (социално инженерство).

## Биография
Ражда се в селско семейство. През 1935 г. със своята първа съпруга постъпва в Архангелския медицински институт, завършвайки го с отличен успех през 1939 г. Паралелно учи в Задочния индустриален институт и през 1940 г. получава диплома и за инженер с отличен.
По време на Втората световна война е полеви хирург, оперирал около 4000 ранени. През 1944 г. сключва втори брак с медицинската сестра Лидия Денисенко. През 1953 г. защитава докторска дисертация и оглавява катедра в Киевския медицински институт. През 1960 г. оглавява отдел биоенергетика в Института по кибернетика на Украинската академия на науките. През 1968 г. е назначен на длъжността заместник-директор в Киевския научноизследователски институт по турбекулоза и гръдна хирургия. От 1983 г. е директор на Института по сърдечно-съдова хирургия. Заради огромния принос към Украйна, Николай Амосов е признат за „личност на века в Украйна“.
Съпругата му Лидия Денисенко е възпитаничка на Киевския медицински институт и работи като хирург и физиотерапевт. Родената им през 1956 г. дъщеря Екатерина Николаевна е доктор по медицински науки и член-кореспондент на Украинската медицинска академия.